# Abtswahl bei den Benediktinern
Die Abt(s)wahl, die Wahl des Leiters eines Klosters, ist im Kapitel 64 der Benediktusregel beschrieben. Danach soll (nach Tod oder Resignation des Vorgängerabtes) die geeignetste Person (Idoneität) aus dem Kreis der Mönche einmütig zum Abt bestimmt werden. Dabei kam der sanior pars, dem „kleineren Teil der Mönche mit der besseren Einsicht“ mitunter eine besondere Rolle zu. Sollte sich ein Abt als unwürdig erweisen, so haben Diözesanbischof, benachbarte Äbte oder Laien die Pflicht, gegen diesen vorzugehen.

## Regelung
Das maßgebliche Kapitel 64 der Ordensregel lautet in deutscher Übersetzung:
"1 Bei der Einsetzung des Abtes soll man stets so verfahren: Es werde der bestellt, den die ganze Gemeinschaft einmütig in Gottesfurcht gewählt hat oder ein noch so kleiner Teil in besserer Einsicht. 2 Entscheidend für die Wahl und Einsetzung seien Bewährung im Leben und Weisheit in der Lehre, mag einer in der Rangordnung der Gemeinschaft auch der Letzte sein. 3 Es kann sogar vorkommen, was ferne sei, dass die Gemeinschaft einmütig jemand wählt, der mit ihrem sündhaften Leben einverstanden ist. 4 Kommen etwa solche Missstände dem Bischof der betreffenden Diözese zur Kenntnis oder erfahren die böte oder Christen der Nachbarschaft davon, 5 so sollen sie verhindern, dass sich die Absprache der verkommenen Mönche durchsetzt; vielmehr sollen sie für das Haus Gottes einen würdigen Verwalter bestellen. 6 Sie dürfen wissen: Wenn sie sich von reiner Absicht und vom Eifer für Gott leiten lassen, werden sie dafür reichlich belohnt, andererseits machen sie sich schuldig, wenn sie es versäumen.
7 Der eingesetzte Abt bedenke aber stets, welche Bürde er auf sich genommen hat und wem er Rechenschaft über seine Verwaltung ablegen muss. 8 Er wisse, dass er mehr helfen als herrschen soll. 9 Er muss daher das göttliche Gesetz genau kennen, damit er Bescheid weiß und einen Schatz hat, aus dem er Neues und Altes hervorholen kann. Er sei selbstlos, nüchtern und barmherzig. (Mt 13,52; 1Tim 3,2) 10 Immer gehe ihm Barmherzigkeit über strenges Gericht, damit er selbst gleiches erfahre. (Jak 2,13) 10 Er hasse die Fehler, er liebe die Brüder. 11 Muss er aber zurechtweisen, handle er klug und gehe nicht zu weit; sonst könnte das Gefäß zerbrechen, wenn er den Rost allzu kräftig auskratzen will. 12 Stets rechne er mit seiner eigenen Gebrechlichkeit. Er denke daran, dass man das geknickte Rohr nicht zerbrechen darf. (Jes 42,3) 13 Damit wollen wir nicht sagen, er dürfe Fehler wuchern lassen, vielmehr schneide er sie klug und liebevoll weg, wie es seiner Ansicht nach jedem weiterhilft; wir sprachen schon davon. 14 Er suche mehr geliebt als gefürchtet zu werden. 15 Er sei nicht stürmisch und nicht ängstlich, nicht maßlos und nicht engstirnig, nicht eifersüchtig und allzu argwöhnisch, sonst kommt er nie zur Ruhe. 16 In seinen Befehlen sei er vorausschauend und besonnen. Bei geistlichen wie bei weltlichen Aufträgen unterscheide er genau und halte Maß. 17 Er denke an die maßvolle Unterscheidung des heiligen Jakob, der sprach: „Wenn ich meine Herden unterwegs überanstrenge, werden alle an einem Tage zugrunde gehen.“ (Gen 33,13) 18 Diese und andere Zeugnisse maßvoller Unterscheidung, der Mutter aller Tugenden, beherzige er. So halte er in allem Maß, damit die Starken finden, wonach sie verlangen, und die Schwachen nicht davonlaufen. 19 Besonders wahre er in allem die vorliegende Regel. 20 Hat er seinen Dienst gut verrichtet, dann darf er vom Herrn hören, was für den guten Knecht gilt, der seinen Mitknechten den Weizen zu rechten Zeit gegeben hat: 21 „Amen, ich sage euch, er wird ihn zum Verwalter seines ganzen Vermögens bestellen.“ (Mt 24,47)"

## Geschichte
Mittelalterliche Kanones, wie etwa die Triburer Synodalbeschlüsse von 895, wiederholten diese Bestimmungen. Grundsätze der Abtswahl, darunter das Mehrheitsprinzip, wurden zum Vorbild für andere mittelalterliche Wahlverfahren, wie etwa der Bürgermeister und anderer Obrigkeiten der Städte.

## Gegenwart
Äbte werden von ihrer Gemeinschaft in geheimer Wahl gewählt. Während in der Vergangenheit Äbte grundsätzlich auf Lebenszeit gewählt wurden, zeichnet sich in der Gegenwart ein Trend zu einer fest umrissenen Amtsperiode, etwa auf sechs oder zwölf Jahre, ab. Die Voraussetzungen dafür, dass ein Mönch mit passivem Wahlrecht zum Abt gewählt werden kann, nennen die Konstitutionen der jeweiligen Kongregation oder des Ordens. Solche Voraussetzungen können beispielsweise ein Mindestalter sein oder eine bestimmte Anzahl von Jahren, die seit dem Ablegen der feierlichen Profess verstrichen sein müssen.

## Fallbeispiele
Die sogenannte ottonisch-salische Reichskirche gab im 10. und 11. Jahrhundert (bis zum Investiturstreit) den Rahmen ab für die Verfügbarkeit von Bischofskirchen und Reichsabteien in der königlichen Politik. Dieses Umfeld beeinflusste selbstverständlich auch die Abtswahlen, verlieh doch der deutsche Herrscher in seinen Privilegierungen an die Reichsklöster das Recht der freien (kanonischen) Abtswahl bei Immunität und Königsschutz. Dabei kam auf Grund der Benediktsregel und der daraus resultierenden Suche nach dem Fähigsten dem Eingreifen des Königs eine besondere Rolle zu. Der Herrscher bestätigte im Normalfall nach erfolgter Wahl durch die Mönche den neuen Abt und investierte ihn, wobei die Übertragung des Klosters (der abbatia) durch den König erfolgte, der Abt also an die Spitze der geistlichen Gemeinschaft gestellt wurde. Manchmal bestätigte der Herrscher den Abt erst nach längerer Bedenkzeit, manchmal war der König mit dem Gewählten überhaupt nicht einverstanden. Vorkommen konnte es, dass der Herrscher einen Kandidaten von außerhalb des Klosters als neuen Abt bestimmte, was mitunter den Widerstand der Mönche hervorrief. Nach der Investitur folgte auf jeden Fall die Weihe des Abtes.
Innerhalb der ottonisch-salischen Reichskirche gab es dann insofern ein Geben und Nehmen, als der vom König investierte Abt und das ihm unterstellte Kloster Leistungen für den Herrscher zu erbringen hatte. Diese Leistungen fallen unter den Begriff des servitium regis, des „Königsdienstes“ und beinhalteten: das Gebet für den König und seine Familie, Beherbergung und Verpflegung des Königs und seines Gefolges, Reisen des Abtes zu königlichen Hoftagen, Verpflichtung des Klosters zur Heeresfolge.